# Zakon Drzewa Pomarańczy
Zakon Drzewa Pomarańczy (ang. The Priory of the Orange Tree) – brytyjska powieść fantasy autorstwa Samanthy Shannon. Została wydana 26 lutego 2019 przez Bloomsbury Circus. W Polsce książka ukazała się nakładem wydawnictwa SQN 18 września 2019, w tłumaczeniu Macieja Pawlaka. Wydawnictwo zaoferowało czytelnikom dwie wersje powieści: jednotomowe, wydane w twardej oprawie, oraz dwutomowe w miękkiej oprawie. 
Punktem wyjścia do stworzenia powieści była legenda o Świętym Jerzym. 

## Fabuła
Królowiectwo Inys od lat władane jest przez kobiety zrodzone z krwi Świętego. Aby uchronić swój świat przed zgubą, Sabran IX musi wydać na świat córkę. Ead, jej bliska dama dworu, chroni królową za wszelką cenę, nie przyznając się jednak nikomu do swojego sekretu. Kobieta należy do Zakonu Drzewa Pomarańczy, stowarzyszenia czarodziejek, dzięki czemu jest przygotowana lepiej, niż ktokolwiek inny do roli obrończyni królowej. 
W odległej krainie Tané jest gotowa zaryzykować wszystko, aby stać się jeźdźcem smoka. Od lat przygotowywana do swej roli ma zamiar sprostać oczekiwaniom.
Sytuacja stopniowo staje się coraz bardziej napięta. Szczególnie, gdy zaczynają przebudzać się potężne stworzenia, sugerujące rychły powrót Bezimiennego: istoty, która tysiąc lat wcześniej niemal zniszczyła świat.

## Odbiór

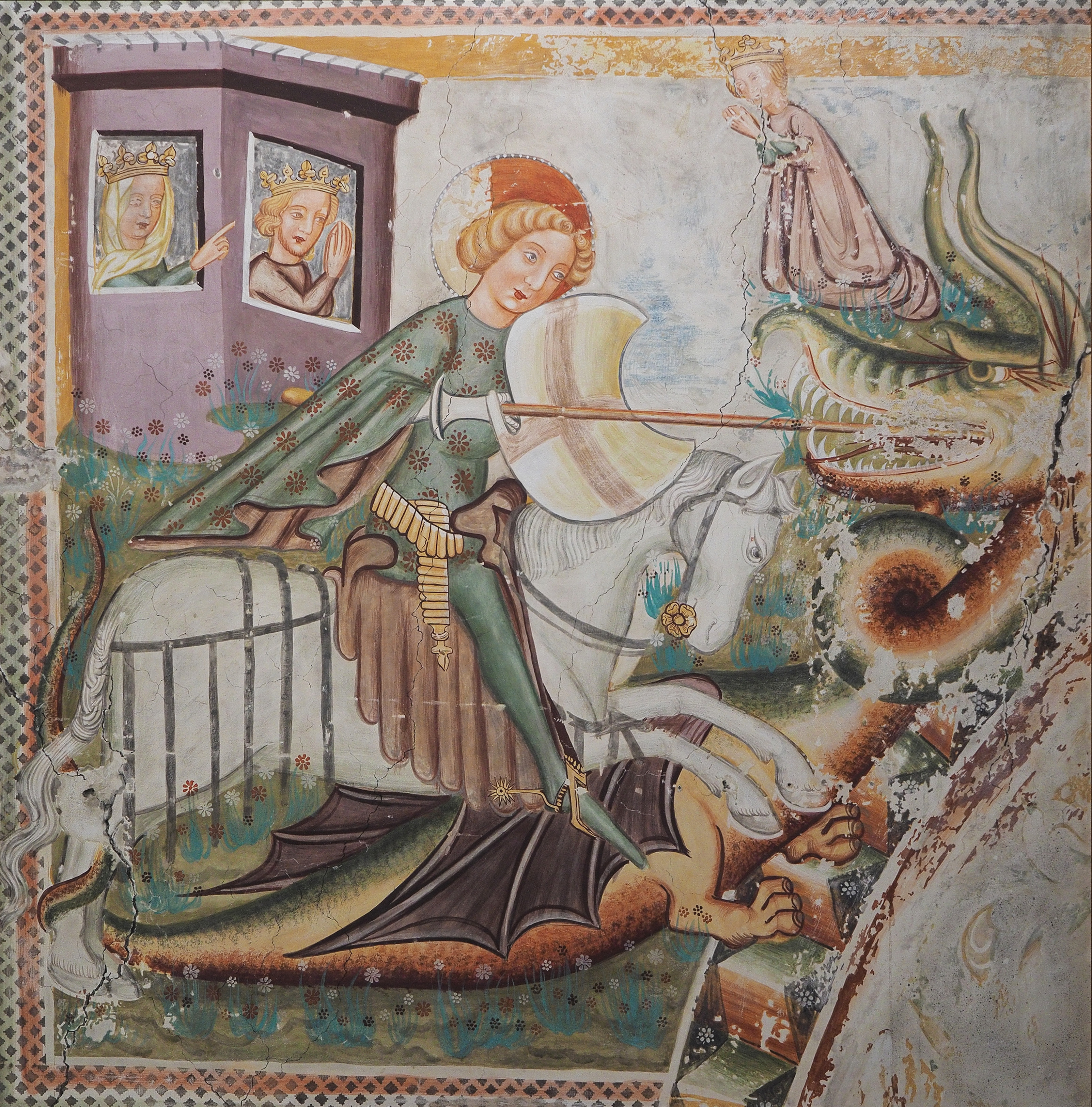
Święty Jerzy zabijający smoka (replika średniowiecznego malowidła, ok. 1420). Autorka czerpała z klasycznej, brytyjskiej legendy w trakcie pisania powieści.

30 września 2019 na portalu Lubimy Czytać książka uzyskała ocenę 8,42/10 przy 43 ocenach oraz 7 opinii. W tym samym czasie znalazła się na 3 miejscu zestawienia top100 bestsellerów sklepu Empik w kategorii fantastyka, horror. Brytyjski wydawca określił książkę jako number one bestseller (bestseller numer jeden). Według portalu Amazon powieść została uznana za najlepszą powieść marca 2019.
Książka znalazła się na szóstym miejscu trendów września na portalu Lubimy Czytać.
Łukasz M. Wiśniewski z miesięcznika Nowa Fantastyka wystawił powieści ocenę 3/5, pisząc, że Czytany szybko „Zakon Drzewa Pomarańczy” wchodzi bez popitki. Głębsza analiza szkodzi mu bardzo.

## Strony zewnętrzne
- Polska strona powieści